# Mathias Frank
Pour les articles homonymes, voir Frank.
Mathias Frank, né le 9 décembre 1986 à Roggliswil, est un coureur cycliste suisse, professionnel entre 2008 et 2021. Bon grimpeur, il a notamment remporté une étape du Tour d'Espagne en 2016, terminé deuxième du Tour de Suisse 2014 et huitième du Tour de France 2015.

## Biographie

### 2008: Gerolsteiner
En 2008, il participe au Tour d'Espagne, son premier grand tour avec l'équipe Gerolsteiner. Après la disparition de cette équipe, il rejoint la formation BMC Racing, qui est une équipe américano-suisse.

### 2009-2013: BMC Racing
Lors du Tour de Suisse 2010, il remporte plusieurs maillots distinctifs après avoir animé la course par ses multiples attaques. En 2011, il participe au Tour d'Italie et y joue un rôle d'équipier pour Johann Tschopp. Au Tour de Suisse, il est nommé leader de son équipe en l'absence Cadel Evans et de Steve Morabito. Il résiste bien lors du prologue et des deux premières étapes de montagne à Crans-Montana et Grindelwald après lesquelles il est classé 11e du classement général. Mais lors de l'étape avec arrivée au sommet à Malbun au Liechtenstein, il chute avec Johann Tschopp quelques kilomètres avant la montée finale. Au pied de celle-ci, il compte 2 minutes de retard sur le groupe des favoris emmené par l'équipe Leopard-Trek. Il réussit cependant à refaire son retard. Il finit l'étape avec Fränk Schleck à 30 secondes du vainqueur Steven Kruijswijk. Après un bon contre-la-montre final, il se classe sixième de l'épreuve, en ayant écopé d'une pénalité de 20 secondes. Au Tour d’Espagne, il est nommé leader de l’équipe BMC. Avouant ne pas aimer la chaleur, Mathias Frank craque durant les premières étapes. Lors de la 11e étape, il se glisse dans l’échappée matinale avec son équipier Manuel Quinziato. Durant la dernière ascension l’échappée se décompose et Frank se retrouve avec trois autres coureurs. Il finit cette étape à la 4e place. Il finit cette Vuelta à la 94e place.
En 2012, Mathias Frank est considéré par son équipe comme le leader pour le Tour du Trentin qu'il finit dans le top-10 après avoir porté le maillot de leader puis pour le Tour de Suisse, son épreuve fétiche qu'il finit à la douzième place. Il s'y est notamment distingué lors de l'arrivée à Sörenberg où il attaque dans le final et termine à la 6e place. Il dispute en fin de saison la course en ligne des championnats du monde, avec pour leader Michael Albasini. Il la termine à la 63e place.
En 2013, il se distingue en remportant deux étapes du Tour d'Autriche, une étape du Tour du Colorado et en terminant deuxième au classement général de cette épreuve, derrière son coéquipier Tejay van Garderen. Il termine également à la quatrième place du Tour de Californie et à la cinquième place du Tour de Suisse, après avoir porté le maillot de leader du classement général pendant six jours. 

### 2014-2016: IAM Cycling
Le 22 août 2013, l'équipe suisse IAM annonce la signature de Mathias Frank pour la saison 2014, en même temps que les Français Sylvain Chavanel et Jérôme Pineau, l'Allemand Roger Kluge et l'Espagnol Vicente Reynés.
Pour sa première année sous ses nouvelles couleurs il remporte la troisième étape du Critérium international et la deuxième du Tour de Bavière. Au cours de cette saison 2014, il se classe également deuxième du Tour de Suisse et quatrième du Tour de Romandie.
En 2015, il entre pour la première fois dans le top 10 d'un grand tour en terminant huitième du Tour de France.
Au premier semestre 2016, il termine huitième du Tour de Romandie. Retenu par sa formation pour courir le Tour de France, il doit abandonner lors de la quatorzième étape. Plus tard dans la saison, il s'adjuge la 17e étape du Tour d'Espagne et renoue ainsi avec la victoire qui le fuyait depuis plus de deux ans et son succès au Tour de Bavière.

### Depuis 2017: capitaine de route chez AG2R
En août 2016, la signature d'un contrat de deux ans de Frank avec AG2R La Mondiale à partir de 2017 est officialisée. Sa fonction est de servir d'équipier à Romain Bardet mais aussi d'être chef de file pour certaines courses à étapes. En juin 2021, il arrête sa carrière à l'issue des championnats de Suisse.

## Palmarès et classements mondiaux

### Palmarès amateur
| - 2004 - Champion de Suisse de la montagne juniors - 2e du championnat de Suisse sur route juniors - 3e du championnat de Suisse du contre-la-montre juniors - 2005 - 3e de Silenen-Amsteg-Bristen - 2006 - 4e étape du Tour des Aéroports - 2e du championnat de Suisse sur route espoirs | - 2007 - Champion de Suisse de la montagne espoirs - Silenen-Amsteg-Bristen - Tour de Thuringe : - Classement général - 5e étape - 4e étape du Grand Prix Guillaume Tell - 3e du Tour de Franche-Comté |  |

### Palmarès professionnel
| - 2008 - Grand Prix de la Forêt-Noire - 3e du championnat de Suisse sur route - 2009 - Classement général du Grand Prix Guillaume Tell - 2e du championnat de Suisse du contre-la-montre - 2e du championnat de Suisse sur route - 2011 - 3e du championnat de Suisse du contre-la-montre - 6e du Tour de Suisse - 2012 - 1re étape du Tour du Trentin (contre-la-montre par équipes) - 2013 - 4e et 5e étapes du Tour d'Autriche - 2e étape du Tour du Colorado - 2e du Tour du Colorado - 3e du Grand Prix de Wallonie - 5e du Tour de Suisse - 2014 - 3e étape du Critérium international - 2e étape du Tour de Bavière - 2e du Critérium international - 2e du Tour de Bavière - 2e du Tour de Suisse - 4e du Tour de Romandie | - 2015 - 3e du championnat de Suisse sur route - 8e du Tour de France - 2016 - 17e étape du Tour d'Espagne - 8e du Tour de Romandie - 2017 - 7e du Tour de Suisse - 2018 - 10e du Tour de Californie - 2019 - 2e du Tour de l'Ain - 3e du championnat de Suisse sur route |  |

### Résultats sur les grands tours

#### Tour de France
7 participations
- 2010 : non-partant (1re étape)
- 2014 : non-partant (8e étape)
- 2015 : 8e
- 2016 : abandon (14e étape)
- 2017 : 30e
- 2018 : 55e
- 2019 : 48e

#### Tour d'Italie
2 participations
- 2011 : 85e
- 2012 : 83e

#### Tour d'Espagne
4 participations
- 2008 : abandon (13e étape)
- 2011 : 94e
- 2016 : 37e, vainqueur de la 17e étape
- 2020 : abandon (1re étape)

### Classements mondiaux
| Année                                 | 2006 | 2007 | 2008 | 2009 | 2010 | 2011 | 2012 | 2013 | 2014 | 2015 | 2016 | 2017 | 2018 | 2019 | 2020  | 2021 |
| ------------------------------------- | ---- | ---- | ---- | ---- | ---- | ---- | ---- | ---- | ---- | ---- | ---- | ---- | ---- | ---- | ----- | ---- |
| UCI World Tour                        |      |      |      |      |      | 92e  | 206e | 80e  |      | 58e  | 98e  | 108e | 116e |      |       |      |
| Classement mondial                    |      |      |      |      |      |      |      |      |      |      | 197e | 198e | 140e | 169e | 1157e | 889e |
| UCI Europe Tour                       | 514e | 313e |      | 120e | nc   |      |      |      | 29e  |      | 707e | 693e | 226e | 140e | 895e  | 679e |
| UCI Asia Tour                         | nc   | nc   |      | nc   | nc   |      |      |      | nc   |      | nc   | 129e | 144e |      |       |      |
| UCI Africa Tour                       | nc   | 54e  |      | nc   | nc   |      |      |      | nc   |      | nc   | nc   | nc   |      |       |      |
|                                       |      |      |      |      |      |      |      |      |      |      |      |      |      |      |       |      |
| Légende : nc = non classéSource : UCI |      |      |      |      |      |      |      |      |      |      |      |      |      |      |       |      |